# Contea di Barron
La contea di Barron (in inglese, Barron County) è una contea dello Stato del Wisconsin, negli Stati Uniti. La popolazione al censimento del 2000 era di 44 963 abitanti. Il capoluogo di contea è Barron.

## Storia
La contea fu creata nel 1859 come Contea di Dallas (dal nome del Vicepresidente degli Stati Uniti d'America George M. Dallas), con sede della contea a Barron. Fu rinominata Contea di Barron il 4 marzo 1869. Il nuovo nome le fu assegnato in onore dell'avvocato e uomo politico del Wisconsin Henry D. Barron. La contea di Barron fu organizzata nel 1874.

## Geografia antropica

### Suddivisioni amministrative
Città 
- Barron (sede della contea)
- Chetek
- Cumberland
- Rice Lake

 Villaggi 
- Almena
- Cameron
- Dallas
- Haugen
- New Auburn (per la maggior parte nella Contea di Chippewa)
- Prairie Farm
- Turtle Lake (parte nella Contea di Polk)

 Town 
- Almena
- Arland
- Barron
- Bear Lake
- Cedar Lake
- Chetek
- Clinton
- Crystal Lake
- Cumberland

- Dallas
- Dovre
- Doyle
- Lakeland
- Maple Grove
- Maple Plain
- Oak Grove
- Prairie Farm
- Prairie Lake

- Rice Lake
- Sioux Creek
- Stanfold
- Stanley
- Sumner
- Turtle Lake
- Vance Creek

 Census-designated place 
- Barronett

 Comunità non incorporate 
- Angus
- Arland
- Brill
- Campia
- Canton
- Comstock
- Dobie

- Graytown (parte)
- Hillsdale
- Horseman
- Lehigh
- Mikana
- Poskin
- Reeve

- Sumner
- Twin Town
- Tuscobia
- Wickware